# Juan Abarca Sanz
Juan Abarca Sanz (posiblemente en Urriés, c. 1350 - Jaca, c. 1405-1410). Miembro de la noble familia de los Abarca, estuvo al servicio de Rui Pérez Abarca, señor de Gavín desde, al menos, 1389 hasta su muerte.

## Biografía
Era hijo de Juan Abarca Luna y Catalina Sanz de Latrás. Su filiación paterna la confirmamos también, a través de una carta fechada el 12 de marzo de 1389, donde aparece como hijo de Juan Abarca (ya fallecido), y al servicio (probablemente como escudero) de su pariente Rui Pérez Abarca, señor de Gavín, quien ha recibido "guiaje y seguridad" del rey Juan I de Aragón frente a los oficiales reales,probablemente por los homicidios que este había cometido, y por los que debió pagar al merino de Jaca 300 florines de oro.
En torno a 1385-95, contrajo matrimonio con Francha de Acín, a quien en 1396 se le adjudicó el 50% de los derechos señoriales sobre Acín, Larrosa e Iguácel, en el valle de La Garcipollera (Huesca), en virtud de un laudo arbitral que cerró el contencioso hereditario entre dos ramas del linaje, por lo que Juan ejerció, en nombre de su esposa, dichos derechos sobre La Garcipollera, quien a su muerte (en 1405) transmitió a su hijo Rodrigo, quien acrecentó su cuota por sendos laudos de 1421 y 1430.
Juan y Francha ya aparecen como matrimonio en dicho proceso arbitral de 1396, por lo que no cabe confundirlo con otro matrimonio homónimo que otorgó capitulaciones en 1401, y cuyos cónyuges pertenecen a otras ramas de ambos linajes.
Es citado por Zurita,cuando en 1396 lideró la defensa de Barbastro del cerco a la que la había sometido Mateo I de Foix, pretendiente a la Corona de Aragón tras la muerte del rey Juan I, al estar casado con su hija Juana de Aragón y de Armagnac. 
El 31 de mayo de 1398 le compró a la reina María de Luna,esposa del rey Martín I de Aragón, un Palacio-torre en Jaca, que constituiría la Casa y solar del linaje hasta bien entrado el siglo XVIII, así como varias viñas y huertos en las inmediaciones.
Según el Memorial de los Abarca, de José Pellicer, Juan Abarca falleció en 1405, aunque en 1419 (cuando testó su esposa) tenía un hijo de corta edad, por lo que quizá falleciera algunos años más tarde, pero en cualquier caso, antes de 1419.

## Matrimonio y descendencia
Gracias al testamento de su esposa Francha de Acín de 1419,sabemos que Juan tuvo dos hijos con Francha y otro hijo natural:
Con su esposa Francha de Acín: 
- Rodrigo Abarca Acín. Nacido en torno a 1390-1395, hijo mayor y sucesor de sus padres. Contrajo matrimonio en dos ocasiones, con Catalina Abarca y en segundas nupcias con María Abarca. Su madre le dejó por legítima 500 sueldos, más un palacio en Aruej y cualquier otro bien mueble o inmueble, rentas, vasallos, treudos (enfiteusis), derechos y acciones que a ella le pudieran pertenecer;

- Catalina Abarca Acín. Nacida alrededor de 1395-1400, es citada por su madre Francha en el testamento, a quien le deja 50 sueldos en concepto de legítima, y un campo en Aruej. Contrajo matrimonio en Jaca, el 16 de abril de 1418, con Bernat de Mur;[11]

Hijo natural:
- Juan Abarca, que a diferencia de los otros dos hijos, Francha lo cita en su testamento como hijo solo de su esposo. A pesar de ello, Francha lo acogió a su cuidado, en tanto que le otorgó 100 sueldos jaqueses de "gracia especial" (no como legítima) para cuando ella falleciera. Todavía era de corta edad en 1419 pues Francha lo cita como Johanico, por lo que podría haber nacido unos pocos años antes del fallecimiento de su padre.